# جورج غولنغ
جورج غولنغ هو عداء مراثوني كندي، ولد في 19 نوفمبر 1884 في كينغستون أبون هال في المملكة المتحدة، وتوفي في 31 يناير 1966 في تورونتو في كندا.

## وصلات خارجية
- جورج غولنغ على موقع اللجنة الأولمبية الدولية (الإنجليزية)
- جورج غولنغ على موقع أوليمبيديا (الإنجليزية)
- جورج غولنغ على موقع قاعة كندا للمشاهير الرياضية (الإنجليزية)